# Tin Tut
Cette page contient des caractères spéciaux ou non latins. S’ils s’affichent mal (▯, ?, etc.), consultez la page d’aide Unicode.
Tin Tut est un nom birman ; les principes des noms et prénoms ne s'appliquent pas ; U et Daw sont des titres de respect.
Tin Tut (birman တင်ထွဋ်, tìɴ tʰʊʔ, 1895-1947) est un homme politique birman, ministre des Finances dans le gouvernement birman précédent l'indépendance du pays.
Né à Rangoon, élève de Dulwich College et de l'université de Cambridge, il fut le premier birman officier de l'Indian Civil Service britannique. Membre de la Ligue anti-fasciste pour la liberté du peuple (AFPFL), il fut ministre des Finances et vice-premier-ministre dans le gouvernement d'Aung San à partir de septembre 1946. Il fut blessé dans la fusillade où Aung San et six de ses ministres trouvèrent la mort, le 19 juillet 1947, et fut lui-même assassiné quelques mois plus tard.
Il était le frère aîné de l'historien Htin Aung (1909-1978).